# Дымша, Генрих Клеофасович

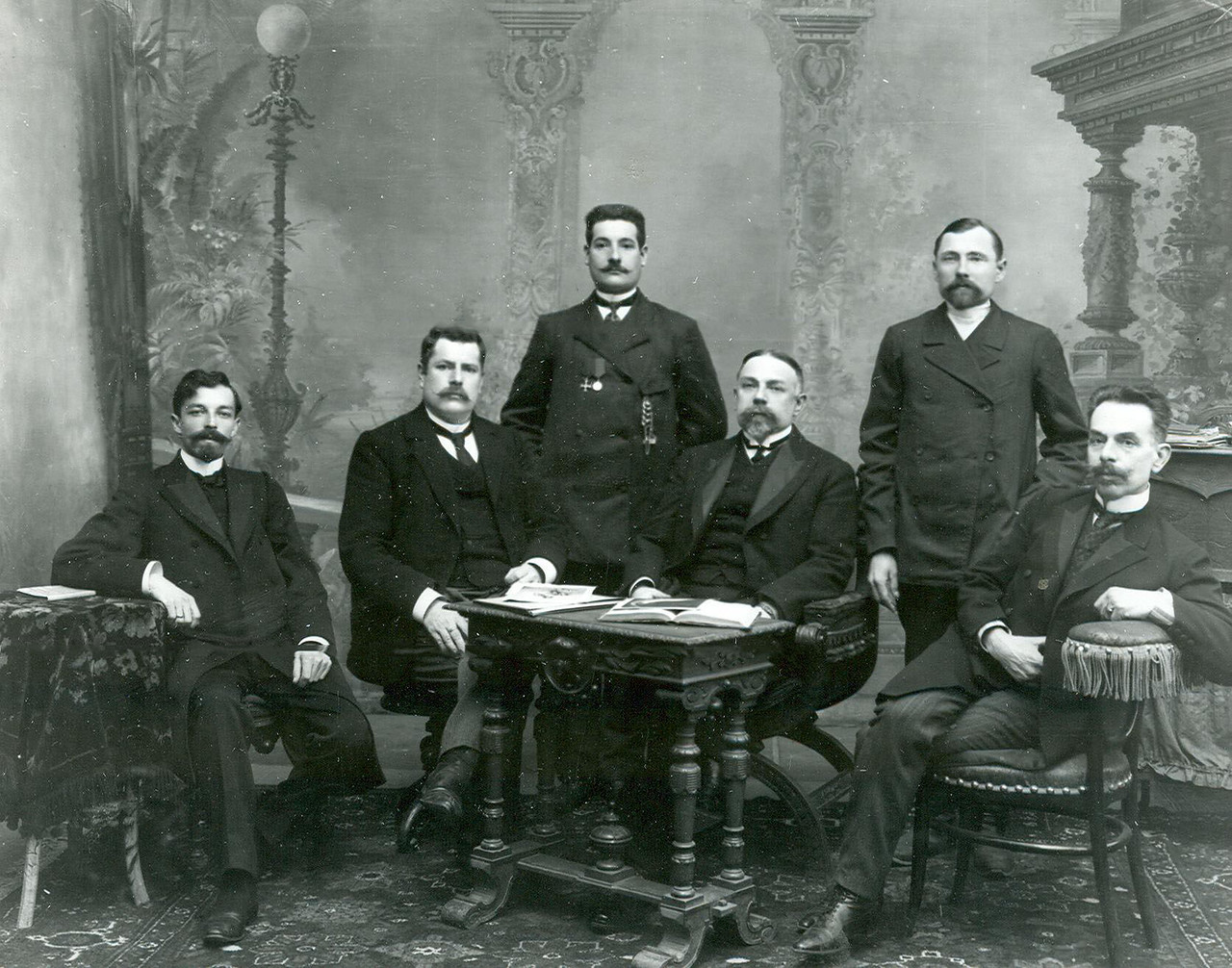
Депутаты Государственной думы II созыва от Витебской губернии: сидят: (слева направо) А. В. Бурмейстер, Э. А. Казрич, М. М. Бениславский, Г. К. Дымша, стоят: Ф. И. Петроченко, Е. П. Быков.

Ге́нрих Клеофа́сович Ды́мша (1856, Рушони Капинской волости Витебской губернии — сентябрь 1918) — польский помещик, депутат Государственной думы II созыва от Витебской губернии.
Брат Любомира Клеофасовича Дымши, депутата Государственной думы от Седлецкой губернии.

## Биография
Польский дворянин. Сын Клеофаса Петровича Дымши (1821—1907) и Тересы Дымшене урождённой Горските (1829—1902). Выпускник медицинского факультета Варшавского университета, окончил его со званием лекаря. Владел землями и вёл сельское хозяйство в своём имении Рушони Капинской волости Двинского уезда Витебской губернии.
6 февраля 1907  избран в Государственную думу II созыва от общего состава выборщиков Витебского губернского избирательного собрания. В думских источниках определён как "нар.-демократ", то есть принадлежал к польской национально-демократической партии. По одним сведениям вошёл в состав Польского коло, однако по другим — состоял в группе Западных окраин и даже входил в её руководство. Вошёл в думскую  Аграрную комиссию.
В 1908 году включён в Золотую Книгу Российской Империи "Деятели России", содержащую 130 имён крупнейших российских благотворителей.
В 1917 году участвовал в выборах в Всероссийское Учредительное собрание по списку № 10 от объединённых польских организаций в Витебском избирательном округе, но избран не был.
Дальнейшая судьба детально неизвестна. Скончался в сентябре 1918 года.

## Семья
- Первая жена — Мария Дымшене урожденная Биелските (Bielskytė) герба Елита (1861 — 1889)[14].
- Вторая жена — Мария Дымшене урожденная Жоладж (Žoladž) (1860 — ?)[15].  
  - Сын — Тадеуш Дымша (1892—1983)[16].
  - Дочь — Мария Дымшайте в замужестве Заборовскене (1896—1949)[17].
- Брат — Еугениуш (1853 — 1918)[18].
- Брат — Любомир (1859 — 1915)[19], юрист, член Государственной думы III и IV созывов от Седлецкой губернии.
- Брат — Юстас (1860 — 1890)[20].
- Брат — Юзеф (Józef[2], Juozapas, 1860 — 1917)[21].

### Архивы
- Российский государственный исторический архив. Фонд 1278. Опись 1 (2-й созыв). Дело 140. Дело 529. Лист 5.